# Thawan Duchanee
Thawan Duchanee, né le 27 septembre 1939 à Chiang Rai et mort le 3 septembre 2014,, est un artiste peintre thaïlandais,.

Il est aussi connu sa création architecturale à 10 km du centre ville de Chiang Rai, le Baan Dam Museum (Thai: พิพิธภัณฑ์บ้านดำ / Black House Museum / le musée de la maison noire) ou plus simplement Baan Dam,.

Le musée de la maison noire
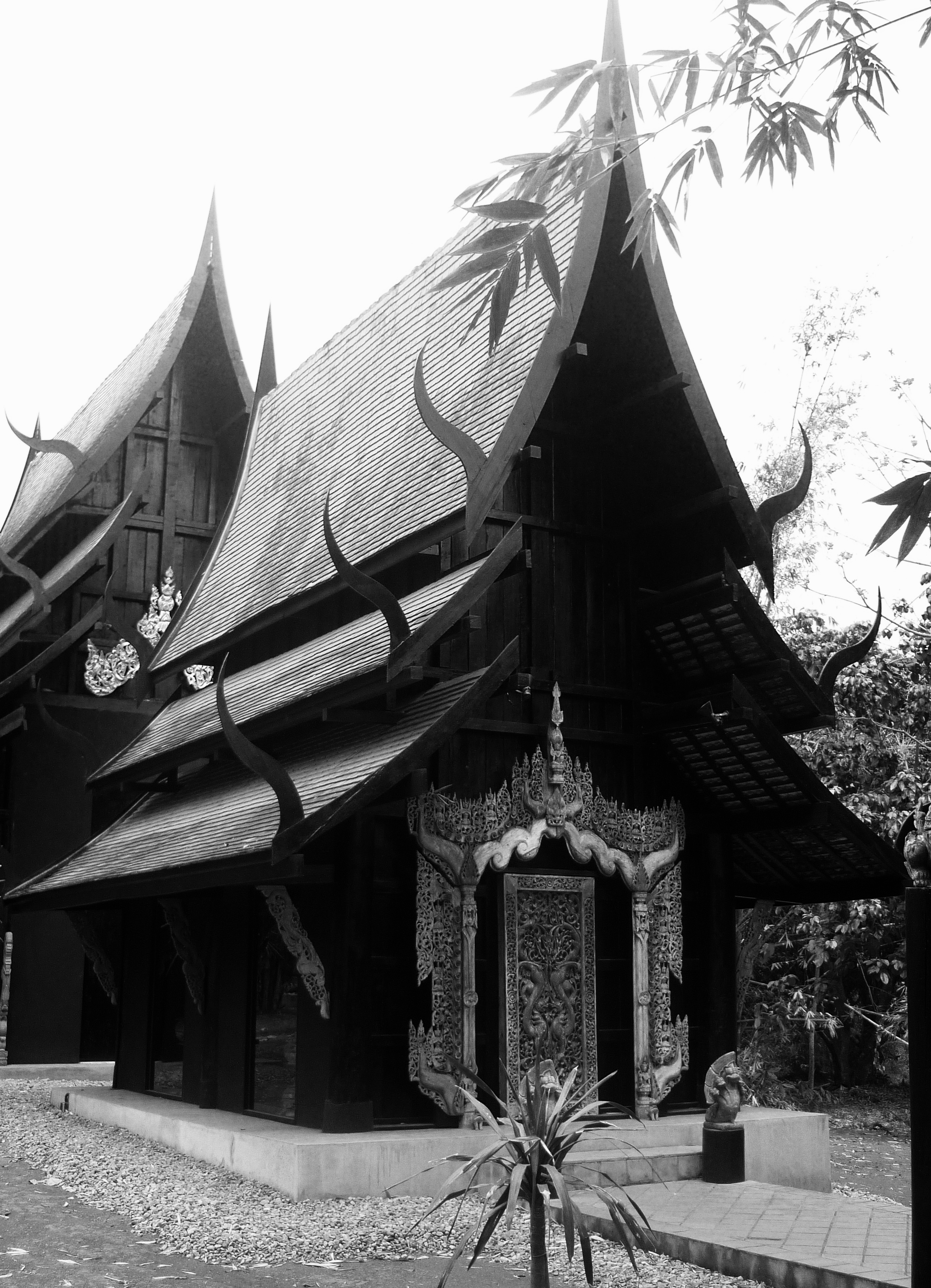
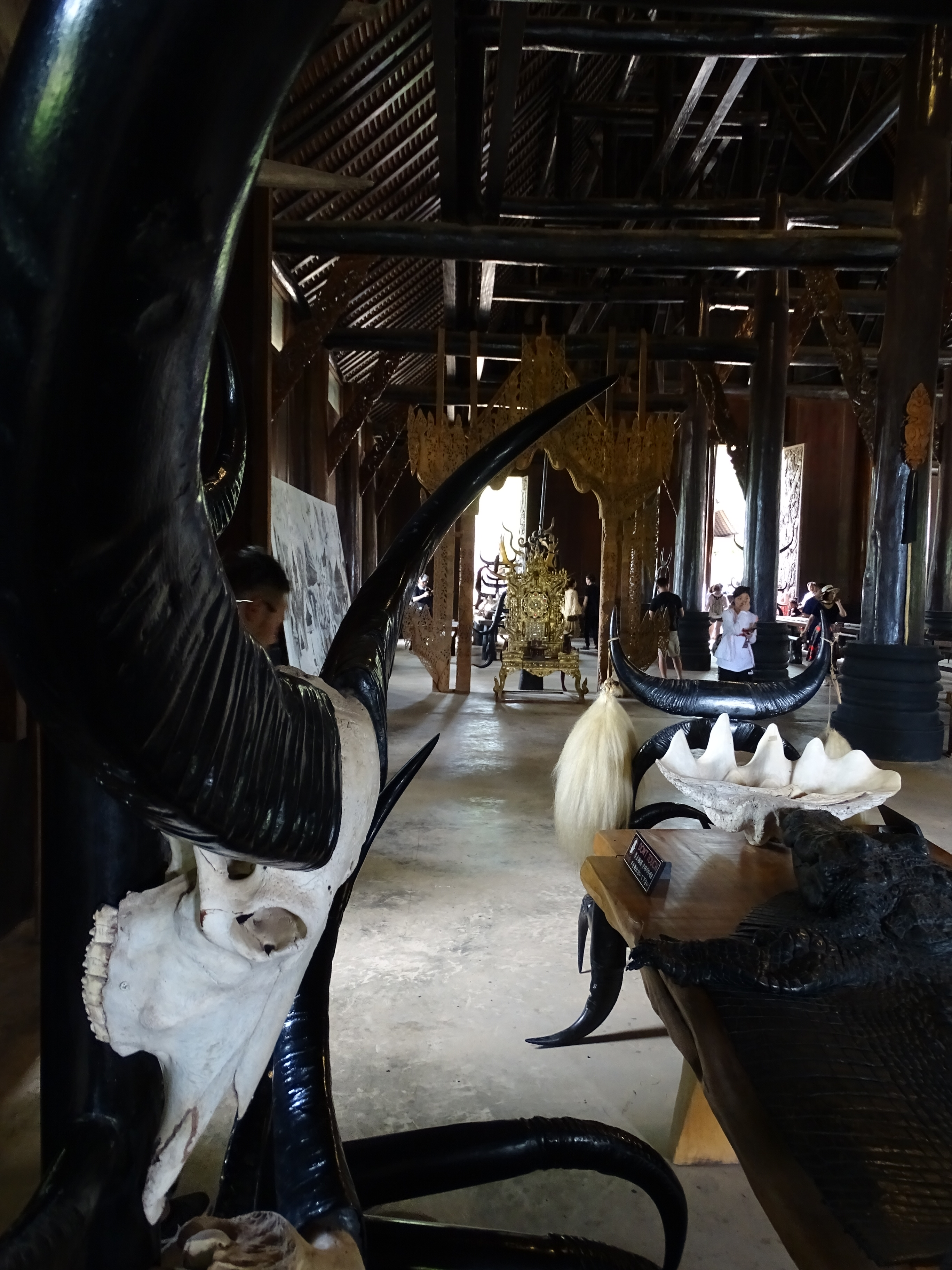
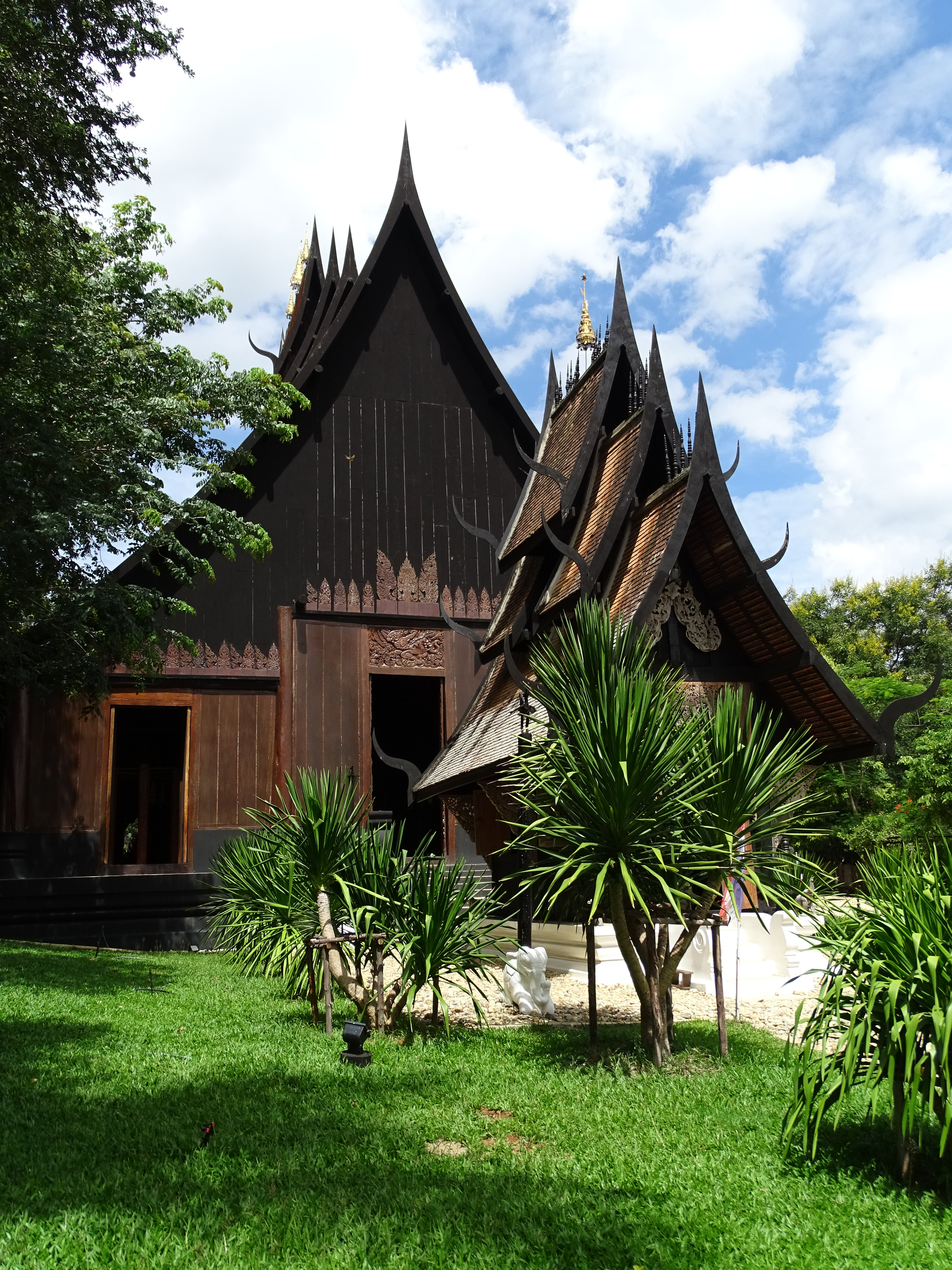
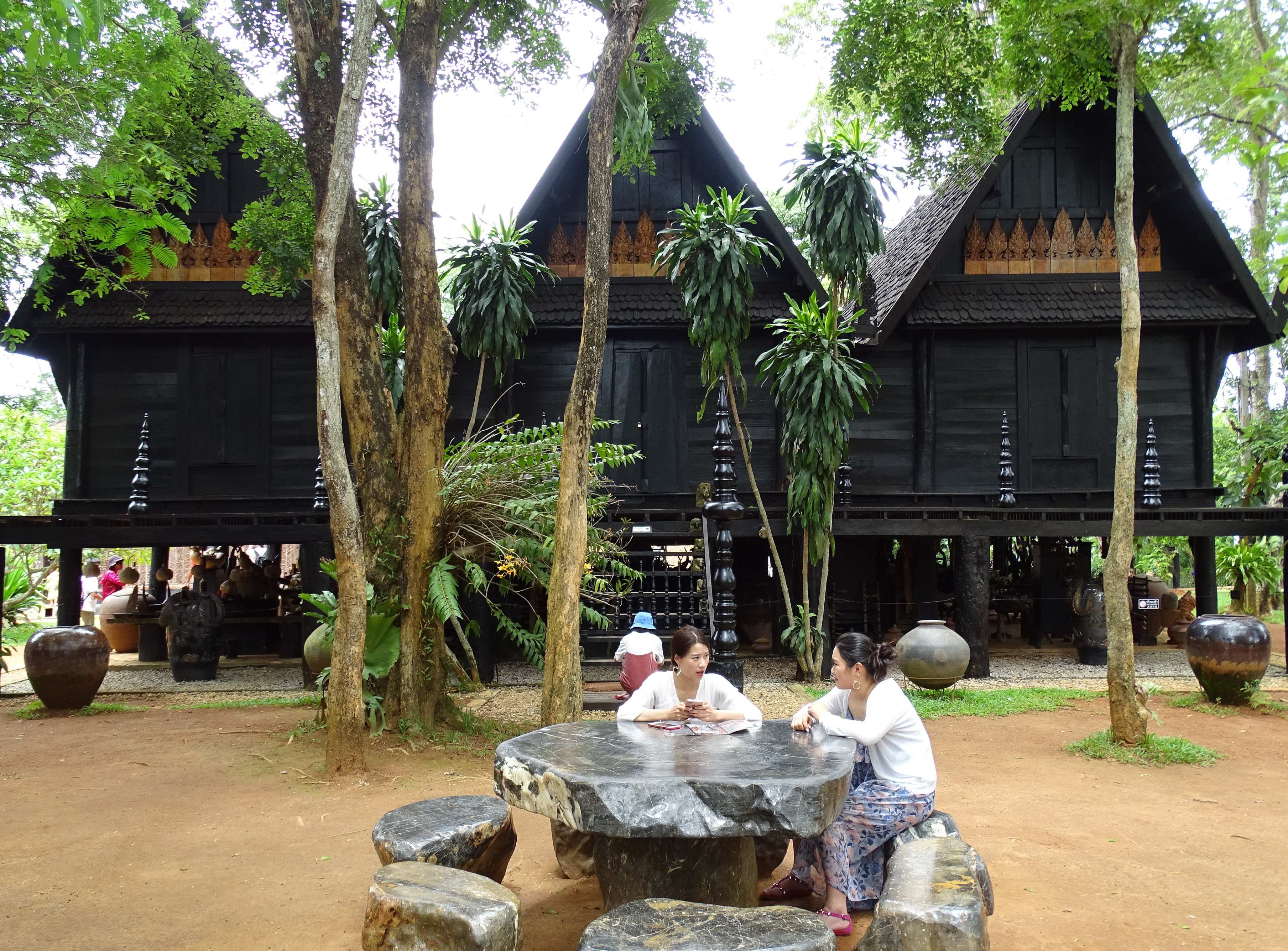
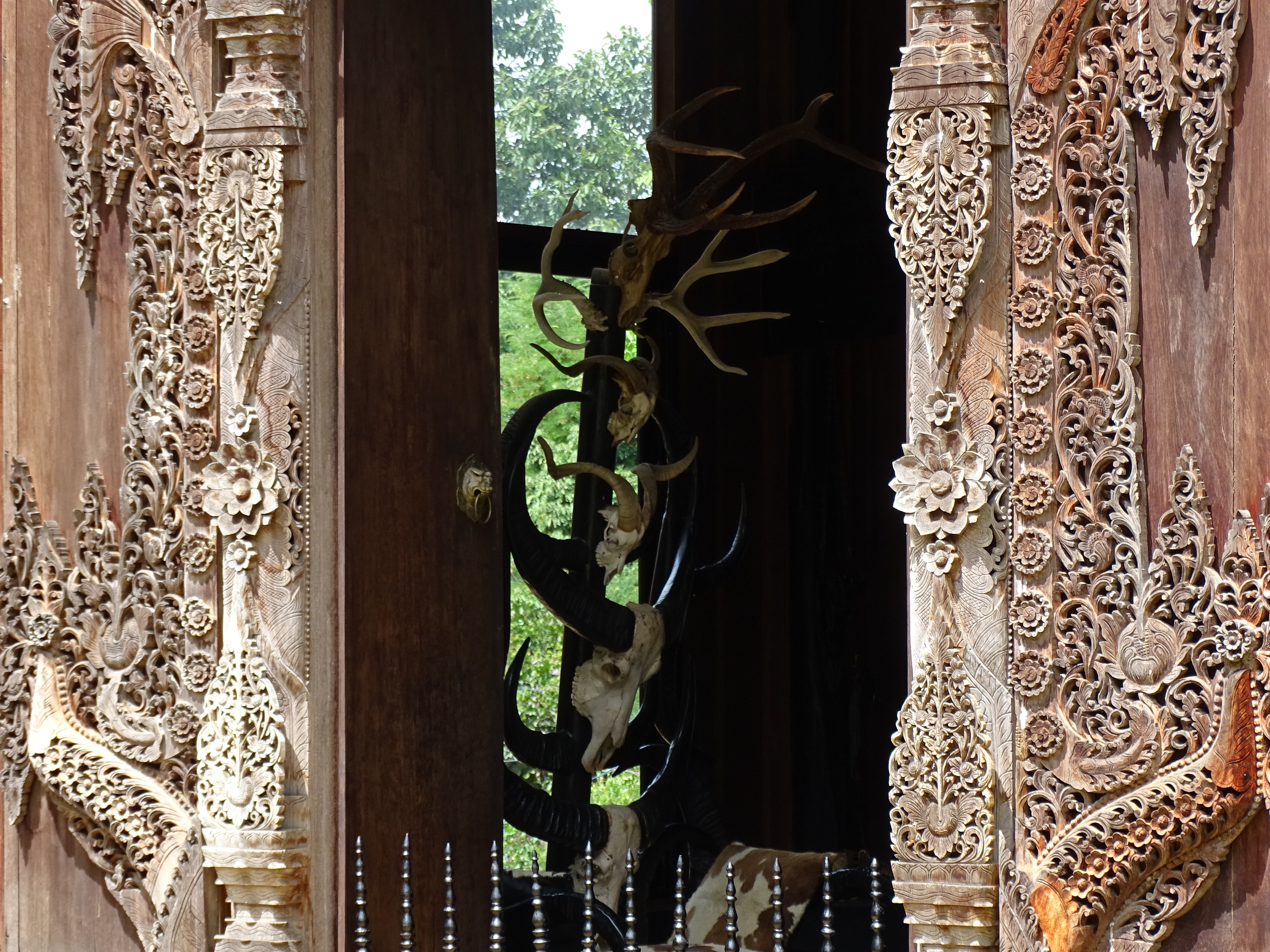
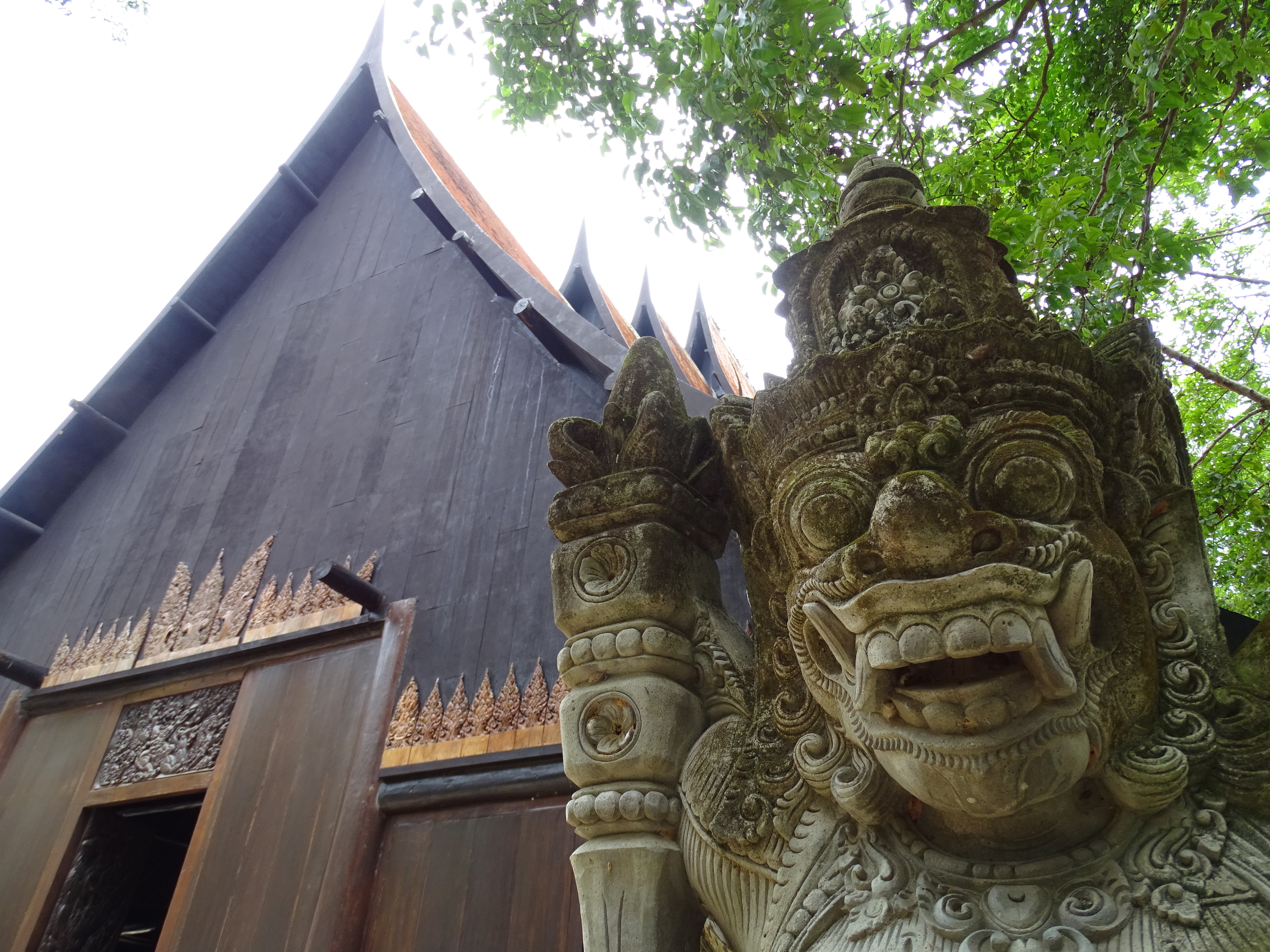
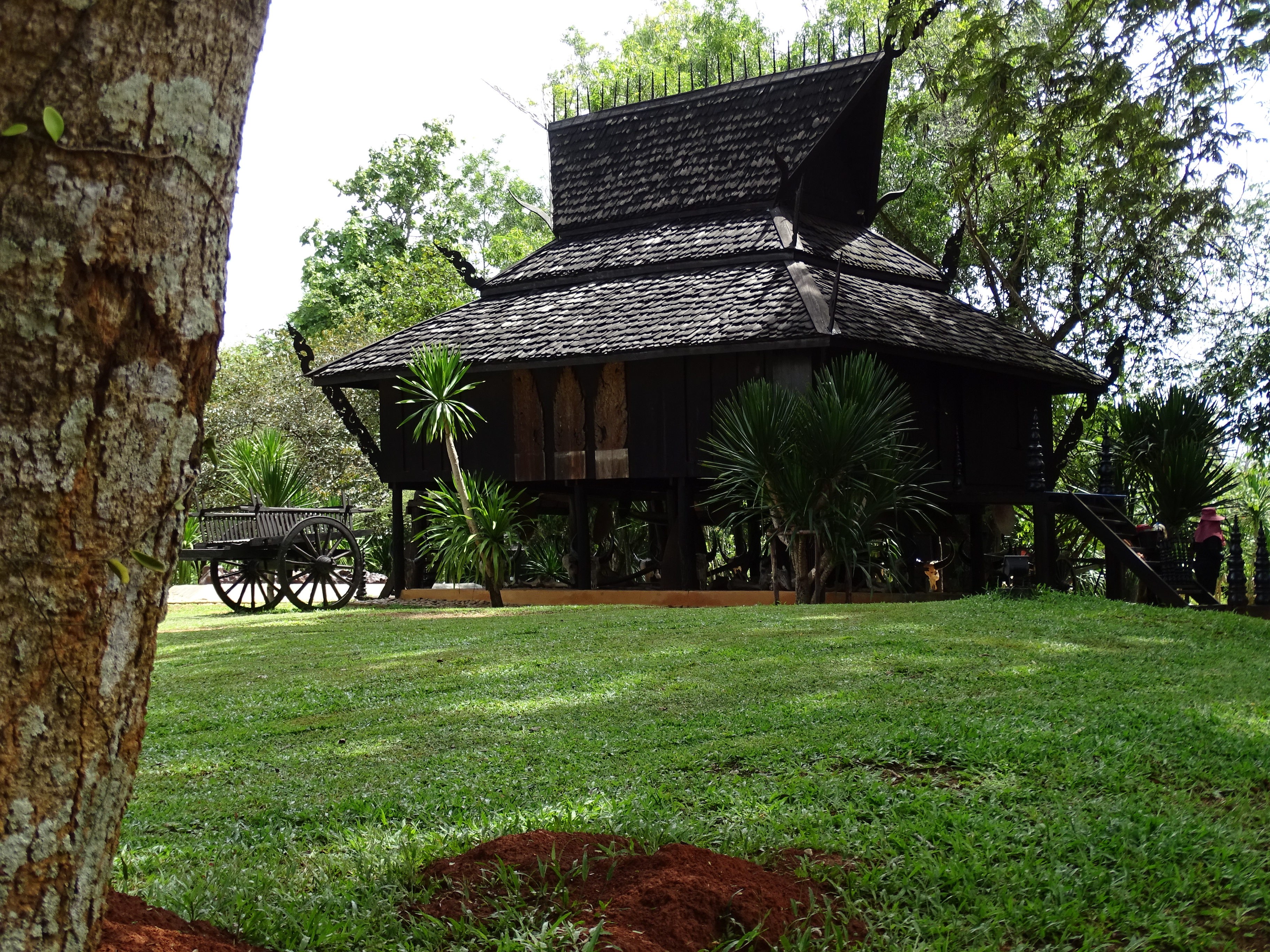

## Biographie
Thawan Duchanee est né en 1939. Il a étudié à l'académie des arts de Poh Chang puis, en 1957, à l’université de Silpakorn en Thaïlande et ensuite à l'académie royale des beaux-arts d'Amsterdam. Il a exposé ses œuvres en Thaïlande, à Amsterdam, à Tokyo, à Londres et à Kuala Lumpur. Il est le premier peintre thaïlandais à bénéficier d’une renommée internationale.

## Œuvre
Il peint sur le thème du bouddhisme et de la psychologie. Ses œuvres subissent les influences de la  tradition surréaliste du début du XXe siècle.

## Expositions
- 1964 : Bangkok Gallery, Bangkok Selangor Club, Kuala Lumpur, Malaisie
- 1967 : Stedelijk Museum Amsterdam, musée d'Amsterdam, Amsterdam, Pays-Bas
- 1968 : Gallery 20, Bangkok, Thaïlande
- 1970 : Buddhiste Association Hall, université de Chiang Mai, Thaïlande
- 1971 : Goethe-Institute, Bangkok
- 1972 : Downtown Gallery, Honolulu, Hawaï (États-Unis)
- 1973 : British Council, Bangkok
- 1974 : Thammasat University, Bangkok
- 1976 : British Council, Bangkok
- 1977 : National Museum, Jerusalem Israel Gallery, Debel Einkarem, Israël. Larael Stedelijk Museum, Amsterdam, Wanderaussteliang à Berne et Zurich, Suisse
- 1978 : Château de Crottorf (de), Friesenhagen, Allemagne
- 2004 : Trinity, octobre 2004 - janvier 2005, Queen's Gallery, Bangkok
- 2006-2007 : université Stanford, États-Unis
- 2013 : Thawan Duchanee, 7 + 1 inspiration by the Greatest Artist, Siam Paragon

## Prix et distinctions
- Artiste national de Thaïlande (2001) ;
- Prix de la culture asiatique de Fukuoka (2001).

## Sources
- (en) Site officiel du prix de la culture asiatique de Fukuoka
- (en) Rama IX Art Museum)
- (en) thawanduchanee.com